# Château de Büttelkow
Le château de Büttelkow (Herrenhaus Büttelkow) se trouve dans le village de Gütkow en Allemagne, appartenant à la commune de Biendorf dans le Mecklembourg (Land du Mecklembourg-Poméranie-Occidentale).

## Historique
Le château a été construit par Paul Korff entre 1910 et 1912 pour la famille d'un banquier d'Oldenbourg du nom de Ballin, avec toutes les techniques modernes de l'époque, ventilation, eau courante (eau chaude et eau froide) et chauffage central, ainsi que l'emploi du béton armé.
Le bâtiment se présente sous l'aspect d'un manoir quadrangulaire avec des éléments néobaroques, néoclassiques et Jugendstil. Il est entouré d'un parc à l'anglaise avec de hauts arbres. Son toit à comble brisé est surmonté d'un paratonnerre. C'était, avant l'expulsion de la famille après la guerre de 1945, un manoir à la tête d'une exploitation agricole de 240 hectares. Il est transformé ensuite en maison d'accueil pour les réfugiés des anciennes provinces allemandes de l'est, devenues polonaises ou soviétiques, puis a appartenu à la police régionale du temps de la république démocratique allemande.
Il appartient depuis 1998 à une société collective de droit civil de la région et ses salons peuvent être loués pour des réceptions ou des expositions et ses chambres louées pour des séjours de vacances.